# Cmentarz żydowski w Przysusze
Cmentarz żydowski w Przysusze – został założony około 1745 roku i zajmuje powierzchnię 1,35 ha, na której zachowało się dwadzieścia uszkodzonych nagrobków, spośród których najstarszy pochodzi z 1771. Cmentarz znajduje się przy ul. Cmentarnej. 
W 1987 roku staraniem Fundacji Rodziny Nissenbaumów uporządkowano teren nekropolii i wybudowano dwa ohele kryjące szczątki pioniera chasydyzmu w centralnej Polsce Abrahama z Przysuchy oraz dynastii cadyków przysuskich.
W ohelu na cmentarzu żydowskim w Przysusze pochowany jest także Jakub Izaak Rabinowicz zwany Świętym Żydem, założyciel dynastii cadyków przysuskich.